# تحليل الإجهادات

نموذج لنحليل الإجهادات باستخدام المحاكاة عبر الحاسب ويظهر فيها توزع الإجهادات على البنية وفق الألوان

تحليل الإجهادات (أو تحليل الإجهاد والانفعال) هو تخصص هندسي يستخدم طرقًا عديدة لتحديد الإجهادات والانفعالات في المواد والهياكل المُعرّضَة للقوى. في الميكانيكا الاستمرارية، يُعرف الإجهاد بأنه كمية مادية تعبر عن القوى الداخلية التي تؤثر بها جسيمات المواد المستمرة المجاورة على بعضها البعض، ويُعرف الانفعال بأنه قياس تشوه المادة.
بمعنى بسيط، يمكننا تعريف الإجهاد بأنه قوة المقاومة لكل وحدة لكل وحدة مساحة، والتي يوفرها الجسم ضد التشوه. الإجهاد هو نسبة مقدار القوة المطبقة على مساحة المقطع العرضي (الإجهاد= القوة ÷ مساحة المقطع العرضي). الانفعال هو نسبة التغير في الطول إلى الطول الأصلي، عند تطبيق قوة خارجية على جسم ما (الانفعال= تغير في الطول ÷ الطول الأصلي).
يُعد تحليل الإجهادات مهمة أساسية يقوم بها المهندسون المدنيون والميكانيكيون ومهندسو الطيران المعنيون بتصميم هياكل انشائية مختلفة الأحجام، كالأنفاق والجسور والسدود والطائرات وأجسام الصواريخ والأجزاء الميكانيكية، وحتى أدوات المائدة والمشابك. يُستخدم تحليل الإجهادات أيضًا في صيانة مثل هذه الهياكل، وفي دراسة أسباب الفشل الإنشائي.
عادة ما يُستهّل تحليل الاجهادات بوصف هندسي للهيكل وخصائص المواد المستخدمة في أجزائه وكيفية وصل الأجزاء والقوى القصوى والاعتيادية المتوقع تطبيقها على الهيكل. عادة ما تكون بيانات الناتج وصفًا كميًا لكيفية انتشار القوى المُطبقَة في مختلف أنحاء الهيكل، ما يؤدي إلى حدوث إجهادات وانفعالات وانحرافات في الهيكل بأكمله وجميع أجزائه. يبحث التحليل في القوى التي تختلف مع الوقت، كاهتزازات المحرك أو حمل السيارات المتحركة. في هذه الحالة، تكون الإجهادات والتشوهات عبارة عن اقترانات زمان ومكان.
في الهندسة، غالبًا ما يكون تحليل الإجهاد أداة وليس غاية بحد ذاتها؛ إذ يتمثل الهدف الأساسي بتصميم الهياكل والمصنوعات التي يمكنها تحمل حمل محدد، باستخدام الحد الأدنى من المواد أو التي تفي بمعيار آخر من معايير المثالية.
يمكن إجراء تحليل الإجهادات بالتقنيات الرياضية التقليدية أو النمذجة الرياضية التحليلية أو المحاكاة الحاسوبية أو الاختبار التجريبي أو مجموعة من الطرق.
يُستخدم مصطلح تحليل الإجهادات في هذا المقال لغرض الإيجاز، مع التركيز على أن الانفعالات والتشوهات تحظى بنفس الأهمية، إذ يبدأ تحليل الإنشاءات الهيكلية بحساب الانحرافات أو الانفعالات، وينتهي بحساب الإجهادات.

## المجال

### المبادئ العامة
يُعنى تحليل الإجهادات بالأجسام الصلبة خاصة. تُعنى ميكانيكا الموائع بدراسة الإجهادات في السوائل والغازات.
يعتمد تحليل الإجهاد على الفحص الدقيق لخصائص مواد الميكانيكا الاستمرارية، وهي أن جميع خصائص المواد متجانسة على مستويات صغيرة بما فيه الكفاية. بالتالي، حتى أصغر جسيم يؤخذ بعين الاعتبار أثناء تحليل الإجهادات ما يزال يحتوي على عدد هائل من الذرات، وتمثل خصائص الجسيم قيمًا متوسطة لخصائص تلك الذرات.
في تحليل الإجهادات، لا يتغاضى المرء عادة عن الأسباب المادية للقوى أو الطبيعة الدقيقة للمواد. بدلًا من ذلك، يفترض الشخص أن الإجهادات مقترنة بانفعالات المادة من خلال معادلات تكوينية معروفة.
وفقًا لقوانين نيوتن للحركة، يجب موازنة أي قوى خارجية مُطبقَة على نظام بقوى رد فعل داخلية، أو إحداث تسارع في الجسيمات الموجودة في الجزء المتأثر. في جسم صلب، يجب أن تتحرك جميع الجسيمات في تناسق شديد للحفاظ على الشكل الكلي للجسم. يترتب على ذلك أن أي قوة مُطبقَة على جزء واحد من جسم صلب من شأنها أن تُحدِث قوى رد فعل داخلية تنتشر من جسيم إلى آخر خلال جزء ممتد من النظام. بوجود استثناءات نادرة جدًا(كالمواد الممغنطة بالحديد أو الأجسام على نطاق الكوكب)، تُعزى القوى الداخلية إلى تفاعلات قصيرة المدى بين الجزيئات، وبالتالي تظهر كقوى احتكاك سطحية بين الجسيمات المتجاورة، أي كالإجهاد.

### المشكلة الأساسية
تتلخص المشكلة الأساسية في تحليل الإجهادات بتحديد توزيع الإجهادات الداخلية في أنحاء النظام، في ضوء تأثير القوى الخارجية التي تؤثر عليه. مبدئيًا، يعني هذا تحديد ممتد الإجهاد لكوشي في كل نقطة، ضمنًا أو صراحة.
قد تكون القوى الخارجية جسمية (كالجاذبية الأرضية أو المغناطيسية)، وتؤثر على سائر حجم المادة، أو أحمال مركزة (كالاحتكاك بين محور ومحمل، أو وزن عجلة قطار على قضيب)، والتي يُتصوَّر أنها تؤثر على مساحة ثنائية الأبعاد، أو على طول خط، أو على نقطة واحدة. تخلف نفس القوة الخارجية المحصلة تأثيرًا مختلفًا على الإجهاد الداخلي استنادًا إلى ما إذا كانت مركزة أو منتشرة.

### أنواع الهياكل
في تطبيقات الهندسة المدنية، عادة ما تُعتبر الهياكل في حالة اتزان ساكن: أي أنها إما لا تتغير بمرور الوقت، أو أنها تتغير ببطء بالقدر الكافي الذي يجعل من الإجهادات اللزجة غير مهمة (شبه ساكنة). لكن في الهندسة الميكانيكية وهندسة الطيران، غالبًا ما يُجرى تحليل الإجهاد على أجزاء بعيدة عن التوازن، كالصفائح الاهتزازية أو العجلات والمحاور سريعة الدوران. في هذه الحالات، يجب أن تحتوي معادلات الحركة على تعابير تمثل تسارع الجسيمات. في تطبيقات التصميم الإنشائي، يجب التأكد عادة من أن الإجهادات في كل مكان أقل بكثير من مقاومة الخضوع. في حالة الأحمال المتحركة، يجب أن يؤخذ الكلال المادي في عين الاعتبار. مع ذلك، تندرج هذه المخاوف خارج نطاق تحليل الإجهاد الملائم، وتُغطّى في علم المواد باسم مقاومة المواد، وتحليل الكلال، وإجهاد التآكل، ونمذجة الزحف، وغير ذلك.

## طرق تجريبية
يمكن إجراء تحليل الإجهاد تجريبيًا بتطبيق القوى على عنصر اختبار أو هيكل انشائي ثم تحديد الإجهاد الناتج باستخدام أجهزة الاستشعار. في هذه الحالة، تُعرف العملية على نحو أكثر صحة بالفحص (الإتلافي أو اللاإتلافي). يمكن استخدام الوسائل التجريبية في الحالات التي تكون فيها الطرق الحسابية معقدة أو غير دقيقة. تُستخدم معدات خاصة ملائمة للأسلوب التجريبي لتطبيق الحمل الساكن أو المتحرك.
هناك العديد من الطرق التجريبية التي يمكن استخدامها:
- اختبار مقاومة الشد، وهو اختبار أساسي في علم المواد تخضع فيه العينة لشد أحادي المحور إلى أن تنهار. عادة ما تُستخدم نتائج الاختبار لتحديد مادة لاستخدام ما، أو ضبط الجودة، أو التنبؤ بكيفية تفاعل المادة عند تطبيق أنواع أخرى من القوى عليها. من الخصائص التي تُقاس مباشرة خلال اختبار مقاومة الشد مقاومة الشد القصوى والاستطالة القصوى وتضاؤل مساحة المقطع العرضي. يمكن تحديد العديد من الخصائص بواسطة هذه القياسات كمعامل يونغ ونسبة بواسون ومقاومة الخضوع وخصائص التصلب الانفعالي للعينة.
- يمكن استخدام مقاييس الانفعال في تحديد تشوه جزء مادي تجريبيًا. يُعد المقاوم الكهربائي المسطح الرقيق من أنواع مقاييس الانفعال شائعة الاستخدام، يُثبت على سطح جزء ويقيس الانفعال في اتجاه معين. يمكن حساب حالة الإجهاد الناشئة في الجزء من قياس الانفعال على سطح في ثلاثة اتجاهات.
- حيود النيوترونات، وهي تقنية يمكن استخدامها لتحديد الانفعال الباطني في جزء ما.
- تعتمد طريقة المرونة الضوئية على حقيقة أن بعض المواد تُبدي انكسارًا مزدوجًا عند تطبيق الإجهاد، وأن قيمة مؤشرات الانكسار عند كل نقطة في المادة ترتبط مباشرة بحالة الإجهاد عند تلك النقطة. يمكن تحديد الإجهادات في الهيكل بتصميم نموذج للهيكل من مادة ذات مرونة ضوئية.
- التحليل الميكانيكي التحركي هو تقنية تُستخدم لدراسة المواد ذات المرونة اللزوجية ووصفها، ولا سيما البوليمرات. تُدرس خاصية المرونة اللزوجية للبوليمر بواسطة تحليل ميكانيكي تحركي تُطبق فيه قوة جيبية (الإجهاد) على المادة وتُقاس الإزاحة الناتجة (الانفعال). في مادة صلبة مثالية المرونة، تكون الإجهادات والانفعالات الناتجة في طور كامل. في الموائع اللزجة تمامًا، سيكون هناك طور فاصل بمقدار 90 درجة من الانفعال بالنسبة إلى الإجهاد. تتميز البوليمرات ذات المرونة اللزوجية بخصائص وسطية إذ يحدث طور التأخر في بعض المراحل أثناء اختبارات التحليل الميكانيكي التحركي.